# 4665 Muinonen
A 4665 Muinonen (ideiglenes jelöléssel 1985 TZ1) a Naprendszer kisbolygóövében található aszteroida. Edward L. G. Bowell fedezte fel 1985. október 15-én.